# Schmidtmannstraße 80

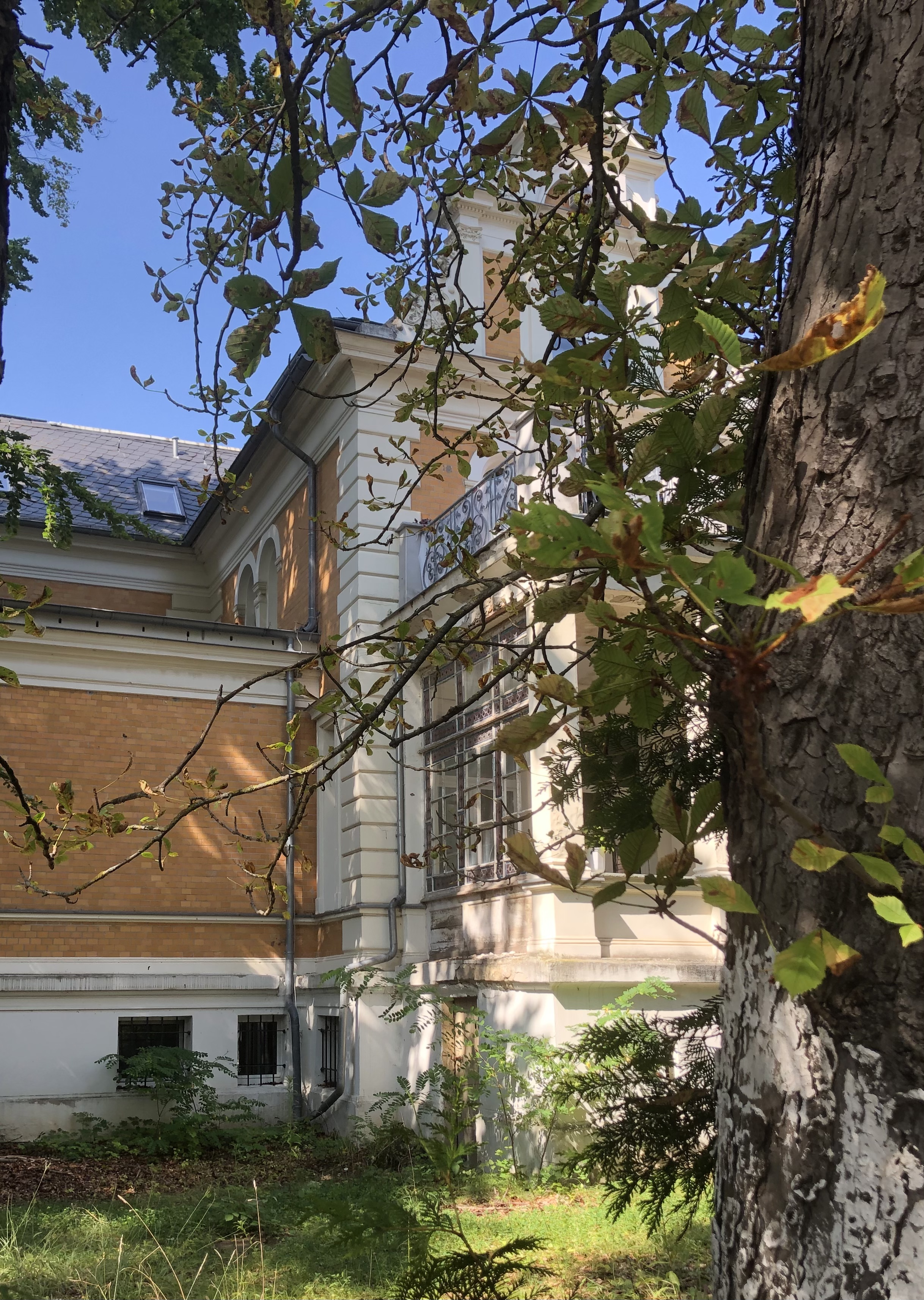
Villa Schmidtmannstraße 80 im Jahr 2021

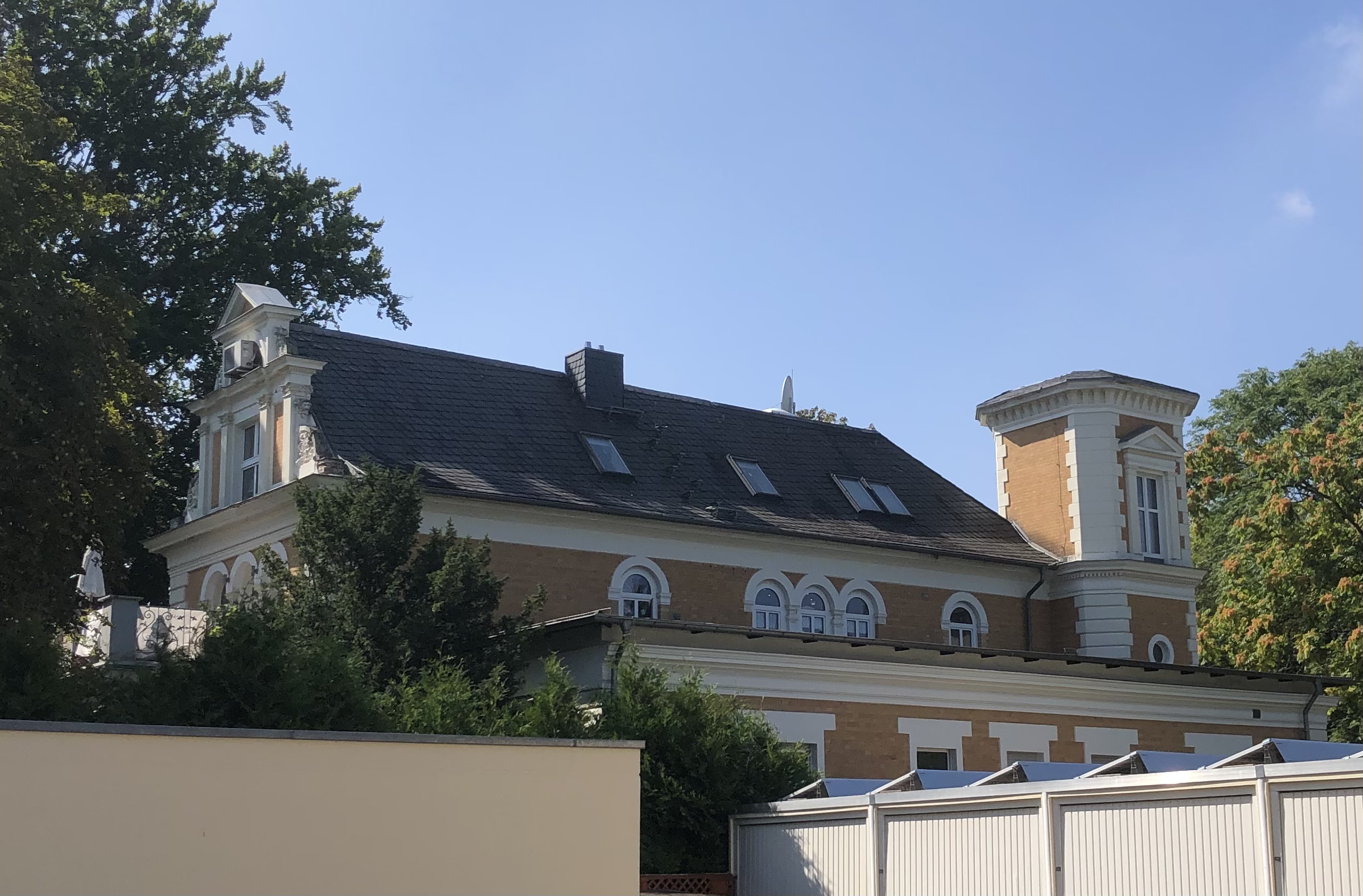
Blick auf die Rückseite

Die Schmidtmannstraße 80 ist eine denkmalgeschützte Villa in Aschersleben in Sachsen-Anhalt.

## Lage
Das Gebäude befindet sich östlich der Aschersleber Innenstadt auf der Nordseite der Schmidtmannstraße. Östlich der Villa wird die Schmidtmannstraße vom Fallerslebener Weg gekreuzt.

## Geschichte und Architektur
Die Villa wurde in der Zeit um 1885 in Ziegelbauweise errichtet. Sie entstand auf einem unregelmäßigen Grundriss und ist durch diverse zierende architektonische Elemente geprägt. So besteht ein Turm an der nordwestlichen Ecke, Balkone, Erker und Ziergiebel. Die Gliederung der Fassade erfolgt durch Putzelemente.
Das Haus ist von einem Garten umgeben. Die Grundstückseinfriedung besteht aus einem schmiedeeisernen Zaun und gehört ebenfalls zum Denkmal.
Im örtlichen Denkmalverzeichnis ist die Villa unter der Erfassungsnummer 094 17179 als Baudenkmal verzeichnet.